# Aaron Van Poucke
Aaron Van Poucke (Brugge, 4 april 1998) is een Belgische wielrenner die sinds 2019 voor Sport Vlaanderen-Baloise uitkomt.

## Overwinningen
2018
ploegentijdrit Ronde van Zuid-Bohemen
2022
Bergklassement Ronde van Hongarije

## Resultaten in voornaamste wedstrijden
|      | \| Jaar \| Gent-Wevelgem \| Parijs-Roubaix \| Amstel Gold Race \| Luik-Bast.‑Luik \| Waalse Pijl \| \| ---- \| ------------- \| -------------- \| ---------------- \| --------------- \| ----------- \| \| 2019 \| \| \| \| opgave \| \| \| 2020 \| 62e \| \| \| 54e \| 136e \| \| 2021 \| \| \| 100e \| 93e \| opgave \| \| 2022 \| \| opgave \| 37e \| \| opgave \| \| 2023 \| opgave \| \| \| \| \| |                |                  |                 |             |
| Jaar | Gent-Wevelgem | Parijs-Roubaix | Amstel Gold Race | Luik-Bast.‑Luik | Waalse Pijl |
| 2019 | |                |                  | opgave          |             |
| 2020 | 62e |                |                  | 54e             | 136e        |
| 2021 | |                | 100e             | 93e             | opgave      |
| 2022 | | opgave         | 37e              |                 | opgave      |
| 2023 | opgave |                |                  |                 |             |

## Ploegen
- 2019 –  Sport Vlaanderen-Baloise
- 2020 –  Sport Vlaanderen-Baloise
- 2021 –  Sport Vlaanderen-Baloise
- 2022 –  Topsport Vlaanderen-Baloise
- 2023 –  Team Flanders-Baloise
- 2024 –  Team Flanders-Baloise
- 2025 –  Team Flanders-Baloise

Apers · Berckmoes · Bonneu · Braet · Colman · 
De Pestel · De Vylder · De Wilde · Dens · 
Fretin · Ghys · Herregodts · Hesters · Marit · Mertens · Reynders · Van Poucke · Van Rooy · Vanhoof · Verwilst · Weemaes
Apers · Berckmoes · Bonneu · Braet · Claeys · Clynhens · Colman · De Pestel · De Vylder · De Wilde · Dens · Fretin · Gerits · Hesters · Maris · Van Hemelen · Van Poucke · Vandenbranden · Vanhoof · Verwilst
Bonneu · Claeys · Clynhens · Colman · Craps · De Vylder · De Wilde · Dejaegher · Dens · Deweirdt · Gerits · Hesters · Maris · Van Hemelen · Van Poucke · Vandenbranden · Vandenstorme · Vandevelde · Vanhoof · Vercouillie